# Hans Eklund
Hans Patrik Eklund (Mönsterås, 16 aprile 1969) è un allenatore di calcio ed ex calciatore svedese, di ruolo attaccante.

## Carriera

### Giocatore
Dal 1987 ha giocato nell'Öster, con la cui maglia si è laureato capocannoniere dell'Allsvenskan 1992 con 16 reti. Nell'estate 1994 ha intrapreso una breve parentesi con gli svizzeri del Servette, tornando all'Öster nel giro di pochi mesi. Nel 1998 ha avuto un'esperienza in Asia, con i cinesi del Dalian Wanda, poi due anni in Danimarca al Viborg. Gli ultimi anni della carriera da calciatore li ha trascorsi in patria, all'Helsingborg, con cui ha partecipato anche alla fase a gironi della UEFA Champions League 2000-2001. Si è ritirato al termine del campionato 2003.

### Allenatore
Dopo aver avuto un ruolo nel settore giovanile, nelle stagioni 2006 e 2007 è stato promosso ad assistente allenatore nella squadra in cui aveva lasciato da calciatore, l'Helsingborg, vestendo anche il ruolo di capoallenatore ad interim per il mese e mezzo circa che separava l'esonero di Peter Swärdh dall'arrivo di Stuart Baxter.
Nel 2008 è diventato il nuovo coach dei danesi del Viborg, altra squadra in cui aveva militato in passato da giocatore, ma è stato esonerato nell'aprile 2009. Per tre anni è tornato a fare il vice, questa volta al Landskrona BoIS, come secondo di Henrik Larsson.
Approdato alla guida del Falkenberg nel 2013, ha conquistato la prima promozione in Allsvenskan nella storia del club. Tuttavia, Eklund ha sì trascorso la stagione 2014 nel campionato di Allsvenskan, ma sulla panchina del Kalmar, con cui ha chiuso all'11º posto in classifica senza essere riconfermato. Egli è tornato a sedersi sulla panchina del Falkenberg lasciata libera dal suo vecchio capoallenatore Henrik Larsson già prima dell'inizio dell'Allsvenskan 2015, conclusa con una salvezza dopo gli spareggi. Nel 2016, la squadra non è riuscita a replicare la salvezza, chiudendo all'ultimo posto e retrocedendo in Superettan. Eklund, confermato, ha riportato nuovamente la squadra nella massima serie svedese al termine della stagione 2018, centrando poi la salvezza all'ultima giornata dell'Allsvenskan 2019. Il Falkenberg è sceso nuovamente in Superettan dopo il campionato 2020. La sua lunga parentesi sulla panchina del club si è conclusa nel maggio 2021, quando è stato esonerato dopo la settima giornata della Superettan 2021, con la squadra relegata al 13º posto per aver conseguito 6 punti in 7 partite.
Ha poi iniziato a ricoprire un nuovo ruolo nel gennaio 2022, quando è diventato responsabile dello sviluppo all'Helsingborg.

## Palmarès

### Giocatore
- Campionato svizzero: 1

Servette: 1993-1994
- Campionato cinese: 1

Dalian Wanda: 1998
- Coppa di Danimarca: 1

Viborg: 1999-2000

### Allenatore
- Superettan: 1

Falkenberg: 2013